# Playa Las Antillas (San Javier)
La Playa de las Antillas es una playa localizada en La Manga del Mar Menor, dentro del municipio español de San Javier (Región de Murcia), y bañada por las aguas del Mar Menor. 

## Historia
Su nombre viene dada por la urbanización construida en 1974 con el nombre de Las Antillas, es un claro ejemplo en el que la playa recibe el nombre de la edificación construida junto a ella.

## Características
Relativamente pequeña, por sus no más de 200 metros de longitud, en los meses de verano no es una playa muy concurrida, si bien está sometida a la presión urbanística que se concentra junto a ella: desde el sur hacia el norte nos topamos con las urbanizaciones Maracaibo, superáticos Playa, Las Antillas, Hawái I, Aldeas de Taray y Torre El Pedrucho. También sirve a las viviendas más al oeste del Residencial El Pedruchillo. 
Toda la zona está balizada con redes en época estival, tanto para delimitar los puntos libre de amarres de embarcaciones de poco calado, como para impedir la entrada de medusas.
- Datos: Q6078439